# 巴里·索南菲尔德
巴里·索南菲尔德（Barry Sonnenfeld，1953年4月1日—）是一名美国电影导演和電視劇导演。他曾为科恩兄弟的摄影师，后来他作为制片人和导演并执导了一些经典电影，如《亚当斯一家》及其续集，和连同广受好评的《關人矮事》以及《黑衣人》三部曲。

## 生平
他出生于纽约市的一个犹太人家庭，父亲为桑尼·索南菲尔德，母亲为艺术教师凯莉。1978年毕业于纽约大学电影学院。

## 影視作品

### 电影

#### 导演
- 《阿達一族》/The Addams Family （1991）
- 《甜心法拉利》/For Love or Money （1993）
- 《阿達一族2》/Addams Family Values （1993）
- 《關人矮事》/Get Shorty （1995）
- 《黑衣人》/Men in Black （1997）
- 《飆風戰警》/Wild Wild West （1999）
- 《麻煩大了》/Big Trouble （2002）
- 《黑衣人2》/Men in Black II （2002）
- 《休旅任務》/RV （2006）
- 《黑衣人3》/Men in Black 3 （2012）
- 《我的老爸喵星人》/Nine Lives (2016）

#### 摄影师
- 《親親父母心》

### 電視劇

#### 導演
- 《The Tick》（2001）
- 《Notes from the Underbelly》（2008）
- 《點到即止》（2009）
- 《比弗利山警探》（2013）
- 《The Tick》（2017）
- 《波特萊爾的冒險》（2018）